# Элкейдер (Айова)
Элкейдер (англ. Elkader) — город и административный центр в округе Клейтон в штате Айова в Соединённых Штатах Америки.
Согласно результатам переписи населения США, проведённой в 2020 году, число жителей города составляло 1209 человек, что, для такого небольшого населённого пункта, существенно меньше (− 5%), чем было во время предыдущей переписи прошедшей в 2010 году (1273	 человек).

## История

Мост Кистон (Элкейдер) (1968)

Поселение появилось на карте в 1846 году. Основатели будущего города Тимоти Дэвис, Джон Томпсон и Честер Сейдж были так впечатлены борьбой эмира Абд аль-Кадира с французскими колониальными войсками, что решили назвать сообщество его именем. В 1860 году в городе проживало 440 человек.
Город известен построенным в 1888—1889 гг. мостом Кистон через реку Терки, который считается крупнейшим каменным арочным мостом к западу от реки Миссисипи. В 1976 году он был внесён в Национальный реестр исторических мест США.

## География
Согласно данным представленным Бюро переписи населения США, общая площадь города составляет 1,39 квадратных мили (3,60 км2) и вся этатерритория приходится на сушу.